# Liste der Monuments historiques in Senuc
Die Liste der Monuments historiques in Senuc führt die Monuments historiques in der französischen Gemeinde Senuc auf.

## Liste der Objekte
| Bezeichnung                    | Beschreibung                                                                                               | Standort                        | Kennzeichnung | Schutzstatus | Datum | Bild |
| ------------------------------ | --- | ------------------------------- | ------------- | ------------ | ----- | ---- |
| Chorgestühl                    | Holz, 18. Jahrhundert                                                                                      | in der Kirche St-Nicolas (Lage) | PM08001069    | Inscrit      | 1977  |      |
| Marienaltar                    | linker Seitenaltar; Altartisch mit zwei Skulpturen und einem Relief; Kalkstein, Ende des 19. Jahrhunderts  | in der Kirche St-Nicolas (Lage) | PM08001067    | Inscrit      | 1977  |      |
| Grabinschrift für Dom Ravineau | Marmor, bezeichnet 1611                                                                                    | in der Kirche St-Nicolas (Lage) | PM08000520    | Classé       | 1955  |      |
| Kanzel                         | Holz, 19. Jahrhundert                                                                                      | in der Kirche St-Nicolas (Lage) | PM08001070    | Inscrit      | 1977  |      |
| Skulptur Heiliger Rochus       | Pappmaché, farbig gefasst und vergoldet, 19. Jahrhundert                                                   | in der Kirche St-Nicolas (Lage) | PM08001071    | Inscrit      | 1977  |      |
| Skulptur Heiliger Oriculus     | Holz, farbig gefasst, 17. Jahrhundert                                                                      | in der Kirche St-Nicolas (Lage) | PM08000521    | Classé       | 1957  |      |
| Hauptaltar                     | Altartisch und Tabernakel; Marmor, Holz, farbig gefasst und vergoldet, 18. bis 20. Jahrhundert             | in der Kirche St-Nicolas (Lage) | PM08001066    | Inscrit      | 1977  |      |
| Oriculusaltar                  | rechter Seitenaltar; Altartisch mit zwei Skulpturen und einem Relief; Kalkstein, Ende des 19. Jahrhunderts | in der Kirche St-Nicolas (Lage) | PM08001068    | Inscrit      | 1977  |      |
| Skulptur heiliger Vinzenz      | Holz, farbig gefasst, 19. Jahrhundert                                                                      | in der Kirche St-Nicolas (Lage) | PM08001072    | Inscrit      | 1977  |      |